# Вареє
Вареє (словен. Vareje) — поселення в общині Дівача, Регіон Обално-крашка, Словенія. Висота над рівнем моря: 633,1 м.